# 二荒山神社
二荒山神社（ふたあらやまじんじゃ、ふたらさんじんじゃ）または二荒神社（ふたあらじんじゃ、ふたらじんじゃ、にっこうじんじゃ）は、「二荒」を社名とする神社。

## 概要
かつての下野国（現在の栃木県）の神である二荒神に関係する神社である。
二荒山神社・二荒神社は、二荒神を祀って建立された神社、または二荒山神社を勧請して建立された神社である。延喜式によると、下野国河内郡には名神大社二荒山神社が鎮座していた。また六国史によると836年（承和3年）に当時従五位上であった二荒神が正五位下を奉授（『続日本後紀』）しており、その後進階を重ね 869年（貞観11年）には正二位に達している（『日本三代実録』）。

## 「二荒」の語意
かつて、「二荒」の語は「ニコウ」と音読され、「日光」の地名のもととなったが、それ以前は、『延喜式神名帳』の九条家本では「二荒山神社」に「フタラノ」と読みがながあてられていることなどから、「フタアラ」または「フタラ」と読まれていた、とされる。また、奈良時代に勝道が男体山に登頂して「日光山」を開くより前の男体山の呼び名について、山頂の遺跡から古墳時代の遺物も出土しており、勝道以前にも男体山が山岳信仰の対象であったことが認められること、信仰の対象である山の名称が様々に変わるとは考えにくいことなどから、「二荒山」であったとされる。なお、もともとは「フタアラ」だったものが「ア」の脱落によって「フタラ」と読まれるようになった、と考えるのが自然であるとされる。
上代において、「フタ」は名詞・動詞を修飾し、形容詞を修飾することはなく、また、「アラ」は独立して用いられることはなく、名詞を下接、あるいは、形容詞・動詞の語幹の一部となることが多いため、「フタアラヤマ」のもともとの構成は、「フタ・アラヤマ」（二つの荒い山）であると考えるのが自然であるとされる。後に、「フタアラ」が連語であるように意識されて「フタアラの山」あるいは「フタアラの神」などと呼ばれるようになったが、「フタ」はあくまでも「アラヤマ」を修飾していたもので、つまり「二つ」を意味していたとされる。この「二つ」とは、当時、筑波山の男体山・女体山のように、二つの並ぶ山を男女一対とみることが多かったことから、日光における男体山・女峰山のことを指しているとされる。
なお、「アラヤマ」とは、「アラ」が神霊への畏怖の感情をも示すことから、「霊威の強い山」つまり「荒ぶる神霊の鎮まる山」と捉えるのが妥当とされる。

## 名神大社「二荒山神社」

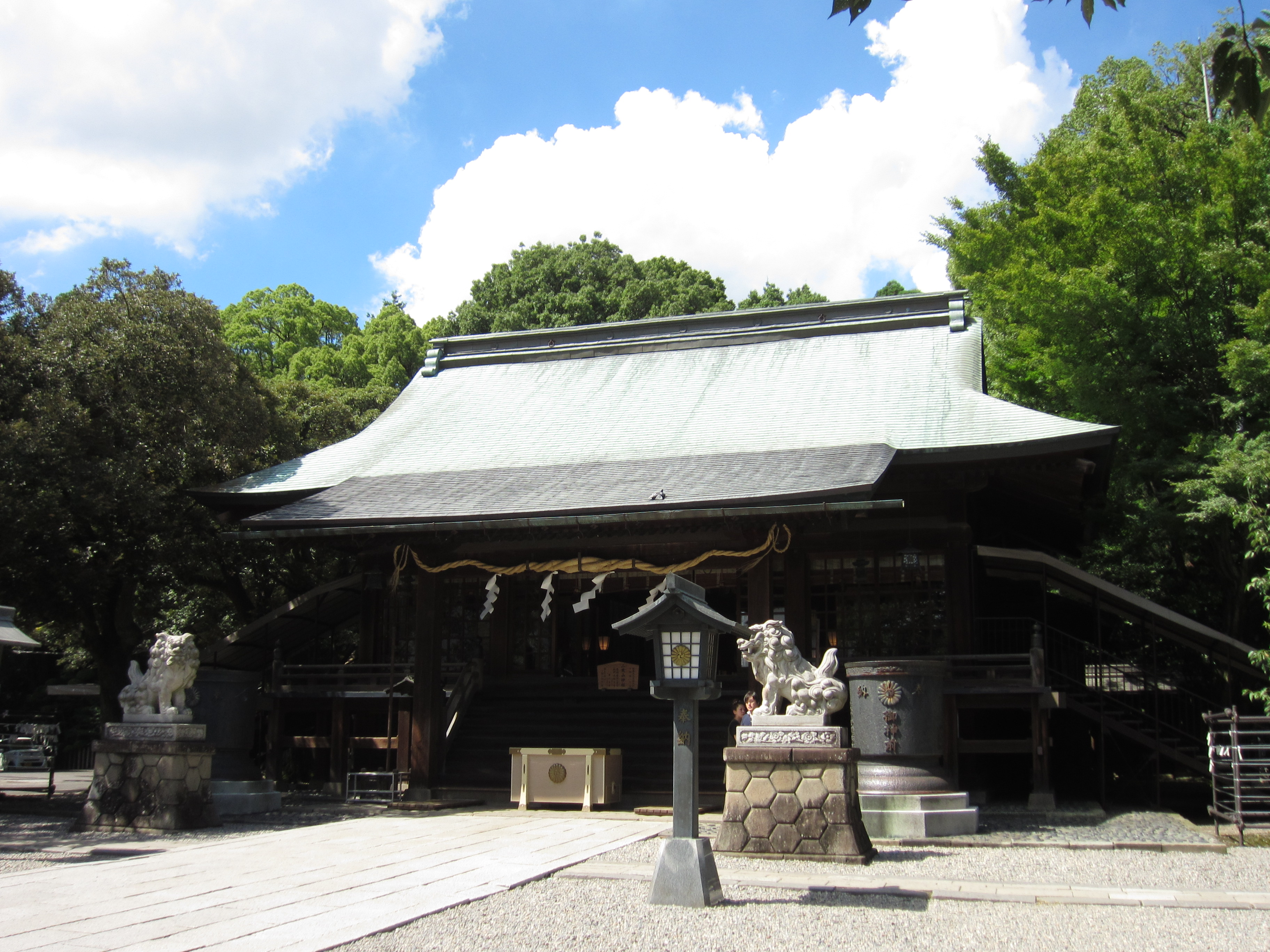
宇都宮二荒山神社 拝殿

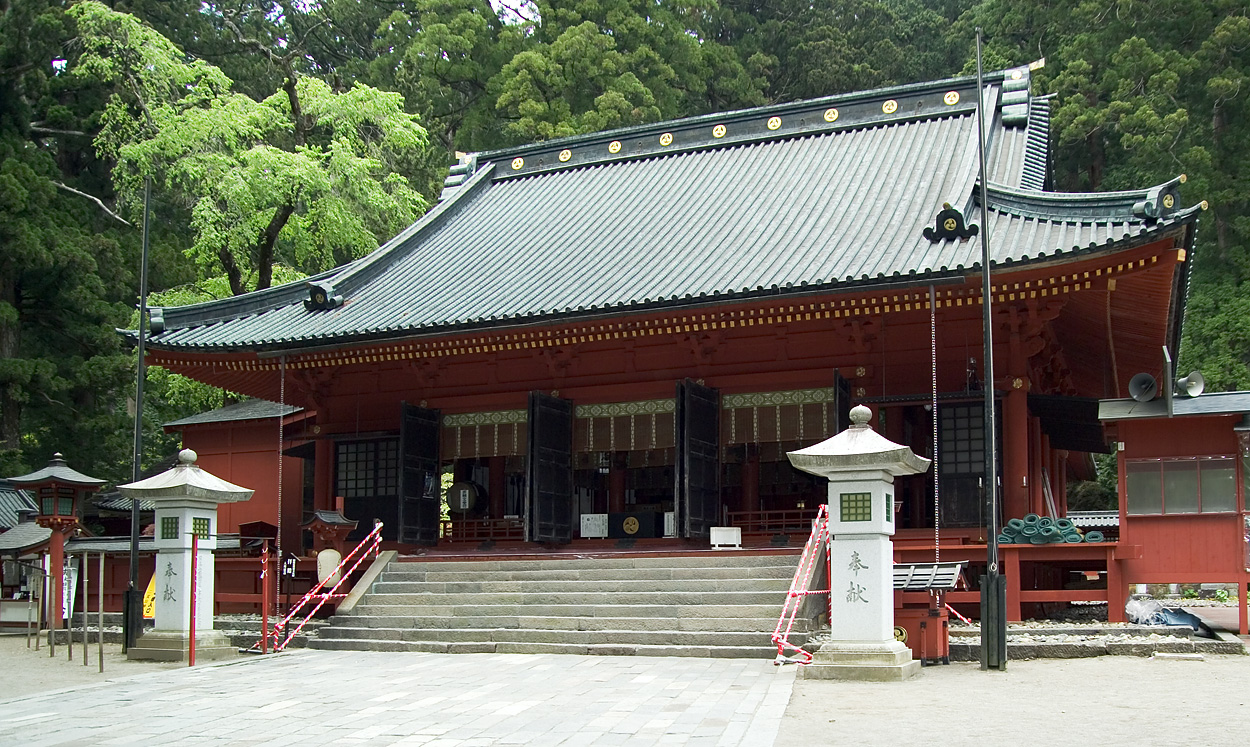
日光二荒山神社 拝殿

『延喜式神名帳』には、名神大社として「下野国河内郡 二荒山神社」と記載があり、以下の2社が論社とされている。
- 二荒山神社（宇都宮二荒山神社） （ふたあらやまじんじゃ・ふたらやま-、栃木県宇都宮市馬場通り一丁目）
- 二荒山神社（日光二荒山神社） （ふたらさんじんじゃ、栃木県日光市山内ほか）

両社とも祭神が異なり名称の由来も異とされるため、全く別の神社とされる。しかしながら、日光社は下毛野氏の氏寺である下野薬師寺の修行僧・勝道上人を開祖とする一方、宇都宮社は宇都宮氏が座主となるまで座主は下毛野氏の姻戚者であったといわれており、両社とも下毛野氏にゆかりの深い神社である。
鎮座地に関して、明治政府が著わした『古事類苑』では、日光社のある日光市は旧下野国都賀郡であり、河内郡鎮座の名神大社は河内郡池辺郷の二荒山神社（宇都宮明神）であるとしている。
社名に関しては、日光社は「二荒山」が男体山の古名であるとし、二荒の読みから「日光」の二文字が当てられるようになったとされている。しかしながら、平野に建つ宇都宮社には「二荒山」の観念が結びつかない。
この論争を巡っては、明治4年に「二荒山神社 下野国」として国幣中社に列していた宇都宮社が、日光社が式内社とみなされたことで明治6年に県社に降格したという経緯がある。その後、明治16年（1883年）に宇都宮社も式内社論社として位置付けられ、あらためて国幣中社の社格に復帰した。
現在は両社とも式内名神大社・下野国一宮を称している。

### 神階
六国史における二荒神の記述。
- 836年（承和3年）旧暦12月25日、従五位上勲四等から正五位下勲四等 （『続日本後紀』） - 表記は「二荒神」
- 841年（承和8年）旧暦4月15日、正五位上勲四等 （『続日本後紀』） - 表記は「二荒神」
- 848年（嘉祥元年）旧暦8月28日、従四位下勲四等 （『続日本後紀』） - 表記は「二荒神」
- 857年（天安元年）旧暦11月17日、従三位勲四等の二荒神に封戸1戸 （『日本文徳天皇実録』） - 表記は「二荒神」
- 859年（貞観元年）旧暦1月27日、正三位勲四等 （『日本三代実録』） - 表記は「二荒神」
- 860年（貞観2年）旧暦9月19日、初めて神主設置 （『日本三代実録』） - 表記は「二荒神社」
- 865年（貞観7年）旧暦12月21日、従二位勲四等 （『日本三代実録』） - 表記は「二荒神」
- 869年（貞観11年）旧暦2月28日、正二位勲四等 （『日本三代実録』） - 表記は「二荒神」

## 一覧
宗教法人登記上は、二荒山神社が30社、二荒神社が18社、二荒社が3社存在する。宗教法人格を持つ神社を以下に☆をつけて表す。

### 総本社
- 二荒山神社 （栃木県宇都宮市馬場通り一丁目）☆
- 二荒山神社 （栃木県日光市山内［本社］、日光市中宮祠［中宮祠］、日光市中宮祠二荒山［奥宮］）☆

### 福島県
- 二荒山神社 （郡山市荒井町）☆
- 二荒山神社 （郡山市富久山町北小泉）☆
- 二荒神社（村神二荒神社） （いわき市平上高久）☆
- 二荒神社 （いわき市平下山口）☆
- 二荒山神社 （喜多方市関柴町下柴）☆
- 二荒山神社 （南会津郡下郷町沢田）☆
- 二荒山神社 （南会津郡只見町塩ノ岐）☆
- 二荒山神社 （南会津郡只見町楢戸）☆
- 二荒山神社 （南会津郡只見町布沢）☆
- 二荒山神社 （南会津郡南会津町糸沢字宮ノ原）☆
- 二荒山神社 （南会津郡南会津町糸沢字森前）☆
- 二荒山神社 （南会津郡南会津町大橋）☆
- 二荒山神社 （南会津郡南会津町大原）☆
- 二荒山神社 （南会津郡南会津町八総）☆
- 二荒山神社 （南会津郡南会津町湯ノ花）☆
- 二荒山神社 （耶麻郡猪苗代町千代田）☆
- 二荒山神社 （大沼郡金山町越川）☆
- 二荒山神社 （大沼郡金山町八町）☆
- 二荒山神社 （大沼郡会津美里町西本）☆

### 茨城県
- 二荒神社 （日立市砂沢町）
- 二荒神社 （石岡市若宮二丁目）☆
- 二荒神社 （久慈郡大子町大字北田気）☆

### 栃木県
- 二荒神社 （宇都宮市上田町）☆
- 二荒神社 （足利市小俣町）☆
- 二荒山神社 （栃木市湊町）
- 二荒神社 （鹿沼市下粕尾）☆
- 二荒山神社 （鹿沼市下沢）☆
- 二荒神社 （鹿沼市下武子町）
- 二荒山神社 （鹿沼市下横町）
- 二荒山神社 （鹿沼市千渡）☆
- 二荒山神社 （鹿沼市鳥居跡町）
- 二荒山神社 （日光市文挟町）☆
- 二荒神社 （日光市明神631）☆
- 二荒神社 （日光市明神1966）☆
- 二荒神社 （大田原市小船渡）☆
- 二荒山神社 （芳賀郡茂木町小貫）☆
- 二荒山神社 （芳賀郡茂木町深沢）☆
- 二荒山神社 （塩谷郡塩谷町泉）
- 二荒山神社 （那須郡那珂川町小口）☆
- 二荒山神社 （那須郡那珂川町松野）☆

### 群馬県
- 二荒山神社 （沼田市利根町大楊）☆
- 二荒山神社 （沼田市白沢町上古語父）☆
- 二荒山神社 （利根郡片品村菅沼）☆

### 千葉県
- 二荒神社 （印旛郡栄町龍角寺）☆

### 新潟県
- 二荒社 （長岡市梅野俣）☆
- 二荒神社 （長岡市川口相川）☆
- 二荒神社 （長岡市川口荒谷）
- 二荒神社 （長岡市渡沢町）
- 二荒社 （三条市小長沢）☆
- 二荒社 （三条市下大浦）☆
- 二荒神社 （小千谷市本町一丁目）☆
- 二荒山神社 （小千谷市山谷）☆
- 二荒神社 （小千谷市大字横渡）
- 二荒山神社 （南魚沼市三郎丸）☆
- 二荒山神社 （南魚沼市法音寺）☆
- 二荒神社 （東蒲原郡阿賀町豊実）☆
- 二荒山神社 （東蒲原郡阿賀町豊実戊）☆
- 二荒山神社 （東蒲原郡阿賀町豊実甲）☆
- 二荒山神社 （三島郡出雲崎町井鼻）☆

### 香川県
- 二荒神社 （さぬき市寒川町石田西）